# Microzetes physoseta
Microzetes physoseta är en kvalsterart som först beskrevs av Balogh och Sandór Mahunka 1969.  Microzetes physoseta ingår i släktet Microzetes och familjen Microzetidae. Inga underarter finns listade i Catalogue of Life.